# Alex Kipchirchir
Alex Kipchirchir, född den 26 november 1984 i Uasin Gishu, är en kenyansk friidrottare som tävlar i medeldistanslöpning.
Kipchirchirs genombrott kom när han på 800 meter vann guld vid VM för juniorer 2002. Han deltog vid VM 2005 i Helsingfors där han slutade sjua på 1 500 meter. 2006 vann han guld på 800 meter vid Samväldesspelen. Han blev även afrikansk mästare på både 800 meter och 1 500 meter. 

## Personliga rekord
- 800 meter - 1.45,0
- 1 500 meter - 3.30,46